# Bill Nunn (football americano)
Bill Nunn (Pittsburgh, 30 settembre 1924 – Pittsburgh, 6 maggio 2014) è stato un giornalista statunitense.
Dal 1970 al 2014 ha lavorato come osservatore per i Pittsburgh Steelers della National Football League (NFL). Nel 2021 è stato introdotto nella Pro Football Hall of Fame.
Dopo la sua scomparsa la Pro Football Writers of America (PFWA) gli ha intitolato il Bill Nunn Award, premio dato annualmente ad un giornalista sportivo.

## Biografia
Nunn iniziò a lavorare come giornalista sportivo per il Courier di Pittsburgh, prima di diventare direttore della sezione sportiva a metà degli anni sessanta dopo il ritiro del padre.
Come giornalista sportivo per una pubblicazione riservata al pubblico afroamericano, Nunn sviluppò una profonda conoscenza dei programmi dei college e delle università storicamente nere. Il Courier nominò una squadra "Black College All-America" a partire dal 1950. I Pittsburgh Steelers della NFL notarono gli articoli di Nunn su questi giocatori che erano notoriamente sottorappresentati nella lega e, nel 1967, Nunn accettò un ruolo part-time nello staff degli osservatori. Il lavoro divenne a tempo pieno due anni dopo quando Chuck Noll divenne l'allenatore della squadra. Grazie anche ai suoi suggerimenti gli Steelers hanno vinto sei Super Bowl durante la sua permanenza e 13 giocatori scelti nel draft dalla franchigia sono stati introdotti nella Hall of Fame.